# 佐藤昌晴
佐藤 昌晴（さとう まさはる、1947年〈昭和22年〉1月16日 - ）は、囲碁の棋士。新潟県上越市出身、日本棋院所属、木谷實九段門下、九段。名人戦リーグ出場2回など。佐藤真知子 二段は妻。

## 経歴
1959年木谷實九段に入門。1964年に入段しプロデビュー。1965年二段。1967年三段。1968年四段。1972年五段、1974年六段と数年ごとに昇段が続く。
1975年には、第23期王座戦で挑戦者決定戦進出。1976年新人王戦ベスト4、第1期棋聖戦六段戦優勝。1977年六段戦連続優勝。1978年七段。1979年第4期棋聖戦七段戦優勝。昭和55年第6期名人戦リーグ入り。1982年に七段戦で優勝、八段に昇段した。1986年九段。1992年2月から9月まで病気で休場した。
復帰後の1993年には名人戦でリーグ入り、19勝7敗(.731)の成績で棋道賞優秀棋士賞を受賞した。1996年には第43期NHK杯テレビ囲碁トーナメントでベスト8に進出した。
1977年と1983年の二回、日中囲碁交流で訪中。1997年通算600勝、2007年通算700勝。通算成績は764勝520敗6ジゴ（2013年時点）。

### 受賞歴
- 1980年棋道賞勝率第1位、敢闘賞（25-9、.735、名人リーグ入り））[1]
- 1993年棋道賞優秀棋士賞（病を克服しての名人リーグ入り）[2]

## 主な著書
- 「詰碁ジョイブックス（1）初級編」 （日本棋院、1981年07月）